# 183
El año 183 (CLXXXIII) fue un año común comenzado en martes del calendario juliano, en vigor en aquella fecha.
En el Imperio romano el año fue nombrado el del consulado de Aurelio y Victorino, o menos frecuentemente, como el 936 ab urbe condita, siendo su denominación como 183 a principios de la Edad Media, al establecerse el anno Domini.

## Acontecimientos
- Intento de asesinato fallido en contra del emperador romano Cómodo.